# 20312 Danahy
A 20312 Danahy (ideiglenes jelöléssel 1998 FH118) a Naprendszer kisbolygóövében található aszteroida. A LINEAR projekt keretében fedezték fel 1998. március 31-én.